# Cukrzyca typu 1
Cukrzyca typu 1 (łac. diabetes mellitus typi 1), in. cukrzyca insulinozależna (ang. insulin-dependent diabetes mellitus, IDDM) – jedna z etiopatogenetycznych postaci cukrzycy. U podłoża choroby leży przewlekły, autoimmunologiczny proces chorobowy prowadzący do powolnego zniszczenia produkujących insulinę komórek β wysp trzustkowych (wysepek Langerhansa) i w następstwie tego do utraty zdolności jej wydzielania. Choroba leczona jest poprzez podawanie przez cały okres życia pacjenta insuliny o krótkim czasie działania do spożywanych w ciągu dnia posiłków, a także insulinę o długo działającym, bezszczytowym analogu – tzw. bazę (insulina wolno wchłaniająca się w zawiesinie, np. NPH, Monotard, Lente lub ultralente przy użyciu penów), która podawana jest raz na dobę (najczęściej przed II kolacją). Leczenie wymaga od pacjenta kilkukrotnych (w ciągu doby) podskórnych wstrzyknięć leku w roztworze, a także systematycznego, wielokrotnego oznaczania poziomu glukozy we krwi. Jest to model funkcjonalnej intensywnej insulinoterapii niezbędnej do normalnego funkcjonowania chorego.
Pełnoobjawowa cukrzyca typu 1, jeśli nie jest leczona za pomocą iniekcji insuliny, jest chorobą śmiertelną. Kompleksowo leczona ma umiarkowany wpływ na oczekiwaną długość życia osoby chorej. Alternatywą dla leczenia za pomocą stałego uzupełniania niedoboru insuliny może w przyszłości stać się zastosowanie transplantacji trzustki bądź wysp trzustkowych.
Przestarzała, nieużywana obecnie nazwa cukrzycy typu 1 to cukrzyca młodzieńcza.

## Epidemiologia
Cukrzyca typu 1 stanowi około 10% wszystkich przypadków zachorowań na cukrzycę. Najczęściej dotyczy dzieci, młodzieży i osób przed 30. rokiem życia (w 85–90%), chociaż w 10–15% może wystąpić u osób powyżej 30. roku życia. Początek choroby ma najczęściej miejsce między 12. a 15. rokiem życia. Nieleczona cukrzyca typu 1 powoduje obniżenie oczekiwanego trwania życia o kilka–kilkanaście lat (wg badania w Szkocji w latach 2008–2010 było to 11–13 lat, a wg długoterminowego badania w USA, 3,6 roku).

## Patofizjologia
Zjawiska etiopatogenetyczne zachodzące chronologicznie w historii naturalnej cukrzycy typu 1 można podzielić na 3 fazy:
- autoimmunizacja – powstawanie autoprzeciwciał,
- autoagresja – niszczenie komórek β wysp trzustkowych,
- klinicznie jawna cukrzyca typu 1.

Jedynie komórki B (β) znajdujące się w wyspach trzustkowych mają zdolność do produkcji insuliny. Ich uszkodzenie przez proces autoimmunologiczny prowadzi do bezwzględnego niedoboru insuliny. Insulina jest głównym hormonem anabolicznym, który jest niezbędny do prawidłowego metabolizmu węglowodanów, tłuszczów i białek.
Gdy insulina nie działa na komórki, dochodzi do sytuacji, którą można nazwać „głodem w obfitości”. We krwi jest zbyt wysokie stężenie glukozy (hiperglikemia), ale nie pobudzone insuliną komórki nie pobierają jej wydajnie. Ponieważ wątroba otrzymuje od organizmu informację, że komórki nie dostają należnej im dawki glukozy, uwalnia do krwi zmagazynowaną glukozę. Stężenie glukozy rośnie dalej.
Brak insuliny wzmaga też przekształcanie aminokwasów w glukozę. Komórki, nie mogąc korzystać z energii zawartej w glukozie, przestawiają się na alternatywne źródła energii – zaczynają intensywnie rozkładać białka i tłuszcze. W wyniku rozpadu tłuszczów powstają ciała ketonowe. Dochodzi do zakwaszenia krwi (kwasica ketonowa, acydoza, ketoza).
Całkowity brak insuliny prowadzi do ciężkich zaburzeń metabolicznych pod postacią kwasicy ketonowej i śpiączki ketonowej. Nieleczone to zaburzenie prawie zawsze kończy się śmiercią.

## Objawy
- zarówno podstawowe (na czczo) stężenie insuliny, jak i jej stężenie reaktywne (po bodźcach wydzielniczych) jest zmniejszone, często bliskie zera[1]
- obecność glukozy (glukozuria) i ciał ketonowych w moczu
- senność i zmęczenie
- rozmyte widzenie
- silne pragnienie (polidypsja), silny głód (polifagia)
- częste oddawanie moczu (poliuria, inaczej częstomocz)
- utrata wagi
- nudności
- oddech może nabrać zapachu acetonu

## Leczenie
W celu zapobieżenia tym powikłaniom konieczne jest wprowadzenie leczenia substytucyjnego insuliną, podawaną do organizmu z zewnątrz. To leczenie konieczne jest do końca życia.
Insulinę podaje się podskórnie, za pomocą strzykawek, penów (piór) insulinowych lub pompy insulinowej. Aby jak najlepiej naśladować wydzielanie insuliny przez trzustkę, przy penach preparatów insuliny, o różnym tempie uwalniania do krwi, najczęściej analog insuliny ludzkiej długodziałającej i analog insuliny ludzkiej o przyspieszonym działaniu. Przy pompie insulinowej stosuje się jedynie insulinę krótkodziałającą. Większość preparatów insuliny wytwarza się w organizmach modyfikowanych genetycznie – drożdżach i bakteriach Escherichia coli.
Zapotrzebowanie na insulinę zależy od bardzo wielu czynników i zmienia się w krótkim czasie. Pacjenci z cukrzycą typu 1 narażeni są na występowanie incydentów hipoglikemicznych.

## Klasyfikacja ICD10
| kod ICD10     | nazwa choroby                        |
| ------------- | ------------------------------------ |
| ICD-10: E10   | Cukrzyca insulinozależna...          |
| ICD-10: E10.0 | ...ze śpiączką                       |
| ICD-10: E10.1 | ...z kwasicą ketonową                |
| ICD-10: E10.2 | ...z powikłaniami nerkowymi          |
| ICD-10: E10.3 | ...z powikłaniami ocznymi            |
| ICD-10: E10.4 | ...z powikłaniami neurologicznymi    |
| ICD-10: E10.5 | ...z powikłaniami naczyniowymi       |
| ICD-10: E10.6 | ...z innymi określonymi powikłaniami |
| ICD-10: E10.7 | ...z wieloma powikłaniami            |
| ICD-10: E10.8 | ...z nieokreślonymi powikłaniami     |
| ICD-10: E10.9 | ...bez powikłań                      |